# Косбармак (Акмолинская область)
Косбарма́к (каз. Қосбармақ) — село в Атбасарском районе Акмолинской области Казахстана. Входит в состав сельского округа Акана Курманова. Код КАТО — 113851400.

## География
Село расположено на берегу реки Ишим, в западной части района, на расстоянии примерно 35 километров (по прямой) к юго-западу от административного центра района — город Атбасар, в 15 километрах к западу от административного центра сельского округа — села Акана Курманова.
Абсолютная высота — 268 метров над уровнем моря.
Ближайшие населённые пункты: село Самарка — на севере, село Караколь — на востоке.

## Население
В 1989 году население села составляло 490 человек (из них казахов 100%).
В 1999 году население села составляло 402 человека (196 мужчин и 206 женщин). По данным переписи 2009 года, в селе проживал 191 человек (93 мужчины и 98 женщин).
| Численность населения | Численность населения | Численность населения |
| 1989                  | 1999                  | 2009                  |
| --------------------- | --------------------- | --------------------- |
| 490                   | ↘402                  | ↘191                  |

## Улицы
- ул. Бирлик
- ул. Жайлау